# Oman ai Giochi della XXVIII Olimpiade
L'Oman partecipò ai Giochi della XXVIII Olimpiade, svoltisi ad Atene, Grecia, dal 13 al 29 agosto 2004, con una delegazione di 2 atleti impegnati in due discipline.

## Risultati

### Atletica leggera
| Q | Qualificato al turno successivo per la Classifica in qualificazione                                                          |
| q | Qualificato per il turno successivo per ripescaggio o, negli eventi su campo, conquistando la misura minima per qualificarsi |

Maschile
Eventi su pista e strada
| Atleta            | Evento      | Batteria  | Batteria   | Quarti di finale | Quarti di finale | Semifinale      | Semifinale      | Finale          | Finale          |
| Atleta            | Evento      | Risultato | Classifica | Risultato        | Classifica       | Risultato       | Classifica      | Risultato       | Classifica      |
| ----------------- | ----------- | --------- | ---------- | ---------------- | ---------------- | --------------- | --------------- | --------------- | --------------- |
| Hamoud Al-Dalhami | 200 m piani | 21"82     | 7º         | non qualificato  | non qualificato  | non qualificato | non qualificato | non qualificato | non qualificato |

### Tiro a segno/volo
Maschile
| Atleta          | Evento      | Qualificazioni | Qualificazioni | Finale          | Finale          |
| Atleta          | Evento      | Punti          | Classifica     | Punti           | Classifica      |
| --------------- | ----------- | -------------- | -------------- | --------------- | --------------- |
| Saleem Al-Nasri | Double trap | 125            | 21º            | non qualificato | non qualificato |